# Синдром Вегенера
Синдро́м Вегене́ра (також гранулемато́з Вегенера, англ. Wegener's granulomatosis (WG); гранулематоз з поліангіїтом, англ. Granulomatosis with polyangiitis (GPA)) — гранулематозно-некротичний васкуліт з переважним ураженням респіраторної системи та нирок найчастіше аутоімунного генезу. Цей синдром часто розглядають як варіант вузликового періартеріїту.

## Історичні відомості
Синдром назвали на честь німецького лікаря Фрідріха Вегенера (нім. Friedrich Wegener), який описав його у 1936—1939 роках. Через його активний зв'язок з нацистською партією та припущеннях, що він брав участь у медичних експериментах над євреями в польських гетто під час Другої світової війни в подальшому медичні професійні асоціації та часописи запропонували замінити назву на «Гранулематоз з поліангіїтом», хоча стару назву ще продовжують використовувати. Також є обґрунтовані здогадки, що першим описав синдром Пітер МакБрайд у 1897 році, а німецький студент-медик Хайнц Клінгер у 1931 році ретельно описав патологоанатомічні зміни.

## Клінічні ознаки
Захворювання починається поступово або підгостро, часто неспецифічними проявами — втомлюваність, слабкість, тощо.

### Ураження дихальних шляхів
Надалі маніфестують ураження верхніх дихальних шляхів. Особливо характерні ураження придаткових пазух носа, іноді пансинуїт. У низці випадків виникають глибокі виразки та некрози із залученням кістково-хрящового скелету, перфорація носової перетинки.

### Ураження легень
Характеризується трахеобронхітом та інфільтративними змінами, які схильні до розпаду з утворення порожнин, що супроводжується зазвичай впертим кашлем, кровохарканням. Зазвичай одночасно спостерігають гарячку, артралгії та артрити, шкірний висип.

### Ураження інших органів на пізній стадії
Рано чи пізно приєднуються ураження нирок за типом прогресуючого гломерулонефриту зі значною протеїнурією, гематурією, зниженням питомої ваги сечі. Нерідко має місце також ураження серця, нервової системи та інших органів.
Варіантом вважають так званий лімфатичний варіант перебігу — синдром Каррінгтона-Лейбоу.

## Діагностика
Типовою гістологічною ознакою вважають виявлення гігантоклітинних гранульом.

## Лікування
За відсутності лікування 90 % помирають протягом перших 2 років після початку захворювання. Ефективність глюкокортикостероїдів (ГКС) низька. Вона значно зростає, якщо ГКС поєднують з циклофосфамідом. Нещодавні дослідження також показали, що триметоприм/сульфаметоксазол також може допомогти уникнути виникненню рецидивів захворювання у пацієнтів з гранулематозом Вегенера.